# Granite Falls (Washington)
Granite Falls je grad u američkoj saveznoj državi Washington. Prema popisu stanovništva iz 2010. u njemu je živjelo 3.364 stanovnika.